# X (album của Kylie Minogue)
X là album phòng thu thứ mười của ca sĩ người Úc Kylie Minogue, phát hành ngày 21 tháng 11 năm 2007 bởi Parlophone. Đây là album phòng thu đầu tiên của Minogue sau bốn năm kể từ album trước Body Language (2003), và là tác phẩm đầu tiên của cô kể từ khi hồi phục sau căn bệnh ung thư vú. Quá trình thực hiện X được bắt đầu vào tháng 7 năm 2006 và chính thức hoàn thiện vào đầu năm 2007, ngay khi cô kết thúc chuyến lưu diễn Showgirl: The Homecoming Tour. Đây là một bản thu âm dance-pop và electronica kết hợp với những ảnh hưởng của electropop và pop rock, trong đó nội dung ca từ khám phá những chủ đề về tình dục và tiệc tùng. Minogue tham gia sáng tác bảy bài hát cho album, cũng như hợp tác với nhiều nhà sản xuất cho album, bao gồm Bloodshy & Avant, Calvin Harris, Greg Kurstin và Freemasons. 
Sau khi phát hành, X nhận được những phản ứng từ trái chiều đến tích cực từ các nhà phê bình âm nhạc, những người đánh giá cao quá trình sản xuất nhưng lại có thái độ mơ hồ đối với tính nhất quán và nội dung ca từ. Tuy nhiên, album giúp Minogue nhận được đề cử tại giải Brit cho Album quốc tế và giải Grammy cho Album nhạc điện tử/dance xuất sắc nhất tại lễ trao giải thường niên lần thứ 51. X gặt hái thành công tương đối về mặt thương mại, trở thành album quán quân thứ ba của Minogue tại quê nhà Úc và đứng thứ tư tại Vương quốc Anh, cũng như lọt vào top 20 ở một số quốc gia khác, như Áo, Đức, Ireland, Pháp, Scotland và Thụy Sĩ. Được phát hành tại Hoa Kỳ vào tháng 4 năm 2004, X không đạt được nhiều thành công khi ra mắt ở vị trí thứ 139 trên bảng xếp hạng Billboard 200 và thứ tư trên Top Dance/Electronic Albums với 6,000 bản được tiêu thụ, và chỉ trụ hạng trong một tuần.
Năm đĩa đơn đã được phát hành từ X. Đĩa đơn mở đường "2 Hearts" lọt vào top 10 ở một số quốc gia, như Úc, Tây Ban Nha và Vương quốc Anh. "Wow" được phát hành tại Úc và Vương quốc Anh, trong khi "In My Arms" được phát hành tại Châu Âu. "All I See" và "The One" lần lượt ra mắt tại Hoa Kỳ và Châu Âu dưới dạng đĩa đơn nhạc số. Để quảng bá album, Minogue thực hiện một chương trình độc quyền trên ITV mang tên The Kylie Show, phát sóng tại Vương quốc Anh vào ngày 10 tháng 11 năm 2007. Cô cũng tham gia một số chương trình truyền hình tại Hoa Kỳ từ tháng 3 đến tháng 5 năm 2008, như Dancing with the Stars, The Late Late Show with Craig Ferguson và The Ellen DeGeneres Show. Ngoài ra, nữ ca sĩ còn thực hiện chuyến lưu diễn hòa nhạc KylieX2008 với 74 đêm nhạc và đi qua Châu Âu, Châu Đại Dương, Nam Mỹ và Châu Á. X đã bán được hơn 1.4 triệu bản trên toàn thế giới.

## Danh sách bài hát
| X – Phiên bản tiêu chuẩn | X – Phiên bản tiêu chuẩn | X – Phiên bản tiêu chuẩn                                                                 | X – Phiên bản tiêu chuẩn | X – Phiên bản tiêu chuẩn |
| STT                      | Nhan đề                  | Sáng tác                                                                                 | Sản xuất                 | Thời lượng               |
| ------------------------ | ------------------------ | ---------------------------------------------------------------------------------------- | ------------------------ | ------------------------ |
| 1.                       | "2 Hearts"               | Jim Eliot Mima Stilwell                                                                  | Kish Mauve               | 2:51                     |
| 2.                       | "Like a Drug"            | Mich Hedin Hansen Jonas Jeberg Engelina Andrina Adam Powers                              | Cutfather Jeberg         | 3:18                     |
| 3.                       | "In My Arms"             | Kylie Minogue Calvin Harris Richard "Biff" Stannard Paul Harris Julian Peake             | C. Harris Stannard       | 3:32                     |
| 4.                       | "Speakerphone"           | Christian Karlsson Pontus Winnberg Henrik Jonback Klas Åhlund                            | Bloodshy and Avant       | 3:54                     |
| 5.                       | "Sensitized"             | Guy Chambers Cathy Dennis Serge Gainsbourg                                               | Chambers Dennis          | 3:57                     |
| 6.                       | "Heart Beat Rock"        | Minogue Karen Poole C. Harris John Lipsey                                                | C. Harris                | 3:24                     |
| 7.                       | "The One"                | Minogue Stannard James Wiltshire Russell Small John Andersson Johan Emmoth Emma Holmgren | Stannard Freemasons      | 4:05                     |
| 8.                       | "No More Rain"           | Minogue Poole Karlsson Winnberg Jonas Quant                                              | Greg Kurstin Poole [a]   | 4:02                     |
| 9.                       | "All I See"              | Jeberg Hansen Edwin Serrano Raymond Calhoun                                              | Jeberg Cutfather         | 3:05                     |
| 10.                      | "Stars"                  | Minogue Stannard P. Harris Peake                                                         | Stannard P. Harris Peake | 3:41                     |
| 11.                      | "Wow"                    | Minogue Poole Kurstin                                                                    | Kurstin Poole [a]        | 3:10                     |
| 12.                      | "Nu-di-ty"               | Poole Karlsson Winnberg                                                                  | Bloodshy and Avant       | 3:04                     |
| 13.                      | "Cosmic"                 | Minogue Eg White                                                                         | White Matt Prisne [b]    | 3:09                     |
| Tổng thời lượng:         | Tổng thời lượng:         | Tổng thời lượng:                                                                         | Tổng thời lượng:         | 45:12                    |

| X – Phiên bản CD-ROM (bản nhạc bổ sung) | X – Phiên bản CD-ROM (bản nhạc bổ sung) | X – Phiên bản CD-ROM (bản nhạc bổ sung) | X – Phiên bản CD-ROM (bản nhạc bổ sung) | X – Phiên bản CD-ROM (bản nhạc bổ sung) |
| STT                                     | Nhan đề                                 | Sáng tác                                | Sản xuất                                | Thời lượng                              |
| --------------------------------------- | --------------------------------------- | --------------------------------------- | --------------------------------------- | --------------------------------------- |
| 14.                                     | "Rippin' Up the Disco"                  | Hansen Jeberg Jasmine Baird             | Cutfather Jeberg                        | 3:29                                    |

| X – Phiên bản đặc biệt (DVD kèm theo) | X – Phiên bản đặc biệt (DVD kèm theo)                   | X – Phiên bản đặc biệt (DVD kèm theo) |
| STT                                   | Nhan đề                                                 | Thời lượng                            |
| ------------------------------------- | ------------------------------------------------------- | ------------------------------------- |
| 1.                                    | "Xposed" (phỏng vấn Kylie)                              | 24:39                                 |
| 2.                                    | "Thư viện Ảnh" (với bản nhạc độc quyền 'White Diamond') | 2:49                                  |
| 3.                                    | "White Diamond" (trailer)                               | 1:04                                  |
| 4.                                    | "2 Hearts" (video ca nhạc)                              | 2:53                                  |

| X – Phiên bản USB (nội dung kèm theo) | X – Phiên bản USB (nội dung kèm theo) | X – Phiên bản USB (nội dung kèm theo) |
| STT                                   | Nhan đề                               | Thời lượng                            |
| ------------------------------------- | ------------------------------------- | ------------------------------------- |
| 1.                                    | "2 Hearts" (video ca nhạc)            | 2:53                                  |
| 2.                                    | "White Diamond" (trailer)             | 1:04                                  |

| X – Phiên bản trên iTunes Store tại Úc và New Zealand (bản nhạc kèm theo) | X – Phiên bản trên iTunes Store tại Úc và New Zealand (bản nhạc kèm theo) | X – Phiên bản trên iTunes Store tại Úc và New Zealand (bản nhạc kèm theo) | X – Phiên bản trên iTunes Store tại Úc và New Zealand (bản nhạc kèm theo) | X – Phiên bản trên iTunes Store tại Úc và New Zealand (bản nhạc kèm theo) |
| STT                                                                       | Nhan đề                                                                   | Sáng tác                                                                  | Sản xuất                                                                  | Thời lượng                                                                |
| ------------------------------------------------------------------------- | ------------------------------------------------------------------------- | ------------------------------------------------------------------------- | ------------------------------------------------------------------------- | ------------------------------------------------------------------------- |
| 14.                                                                       | "Magnetic Electric"                                                       | Minogue Poole Kurstin                                                     | Kurstin                                                                   | 3:16                                                                      |
| 15.                                                                       | "White Diamond"                                                           | Minogue Babydaddy Jake Shears                                             | Babydaddy Shears                                                          | 3:03                                                                      |

| X – Phiên bản trên iTunes Store tại Châu Âu (bản nhạc kèm theo)KDB Pty 2007f</ref> | X – Phiên bản trên iTunes Store tại Châu Âu (bản nhạc kèm theo)KDB Pty 2007f</ref> | X – Phiên bản trên iTunes Store tại Châu Âu (bản nhạc kèm theo)KDB Pty 2007f</ref> | X – Phiên bản trên iTunes Store tại Châu Âu (bản nhạc kèm theo)KDB Pty 2007f</ref> | X – Phiên bản trên iTunes Store tại Châu Âu (bản nhạc kèm theo)KDB Pty 2007f</ref> |
| STT                                                                                | Nhan đề                                                                            | Sáng tác                                                                           | Sản xuất                                                                           | Thời lượng                                                                         |
| ---------------------------------------------------------------------------------- | ---------------------------------------------------------------------------------- | ---------------------------------------------------------------------------------- | ---------------------------------------------------------------------------------- | ---------------------------------------------------------------------------------- |
| 14.                                                                                | "Heart Beat Rock" (Benny Blanco Remix hợp tác với MC Spank Rock)                   | Minogue Poole C. Harris Lipsey                                                     | C. Harris                                                                          | 3:13                                                                               |

| X – Phiên bản tại Nhật Bản (bản nhạc kèm theo) | X – Phiên bản tại Nhật Bản (bản nhạc kèm theo) | X – Phiên bản tại Nhật Bản (bản nhạc kèm theo) | X – Phiên bản tại Nhật Bản (bản nhạc kèm theo) | X – Phiên bản tại Nhật Bản (bản nhạc kèm theo) |
| STT                                            | Nhan đề                                        | Sáng tác                                       | Sản xuất                                       | Thời lượng                                     |
| ---------------------------------------------- | ---------------------------------------------- | ---------------------------------------------- | ---------------------------------------------- | ---------------------------------------------- |
| 14.                                            | "King or Queen"                                | Minogue Poole Kurstin                          | Kurstin                                        | 2:39                                           |
| 15.                                            | "I Don't Know What It is"                      | Minogue Stannard P. Harris Peake Rob Davis     | Stannard P. Harris Peake                       | 3:18                                           |

| X – Phiên bản đặc biệt tại Mexico (bản nhạc kèm theo) | X – Phiên bản đặc biệt tại Mexico (bản nhạc kèm theo) | X – Phiên bản đặc biệt tại Mexico (bản nhạc kèm theo) | X – Phiên bản đặc biệt tại Mexico (bản nhạc kèm theo) | X – Phiên bản đặc biệt tại Mexico (bản nhạc kèm theo) |
| STT                                                   | Nhan đề                                               | Sáng tác                                              | Sản xuất                                              | Thời lượng                                            |
| ----------------------------------------------------- | ----------------------------------------------------- | ----------------------------------------------------- | ----------------------------------------------------- | ----------------------------------------------------- |
| 14.                                                   | "In My Arms" (hợp tác với Aleks Syntek)               | Minogue C. Harris Stannard P. Harris Peake            | C. Harris Stannard                                    | 3:40                                                  |
| 15.                                                   | "In My Arms" (Spitzer Dub Remix)                      | Minogue C. Harris Stannard P. Harris Peake            | C. Harris Stannard                                    | 5:03                                                  |
| 16.                                                   | "Wow" (CSS Remix)                                     | Minogue Poole Kurstin                                 | Kurstin                                               | 3:16                                                  |
| 17.                                                   | "Carried Away"                                        | Minogue Kurstin Poole                                 | Kurstin                                               | 3:17                                                  |
| 18.                                                   | "Cherry Bomb"                                         | Minogue Karlsson Winnberg Quant Poole                 | Bloodshy and Avant                                    | 4:17                                                  |
| 19.                                                   | "Do It Again"                                         | Minogue Kurstin Poole                                 | Kurstin                                               | 3:22                                                  |

| X – Phiên bản tại Hoa Kỳ (bản nhạc kèm theo) | X – Phiên bản tại Hoa Kỳ (bản nhạc kèm theo) | X – Phiên bản tại Hoa Kỳ (bản nhạc kèm theo) | X – Phiên bản tại Hoa Kỳ (bản nhạc kèm theo) | X – Phiên bản tại Hoa Kỳ (bản nhạc kèm theo) |
| STT                                          | Nhan đề                                      | Sáng tác                                     | Sản xuất                                     | Thời lượng                                   |
| -------------------------------------------- | -------------------------------------------- | -------------------------------------------- | -------------------------------------------- | -------------------------------------------- |
| 14.                                          | "All I See" (hợp tác với Mims)               | Jeberg Hansen Serrano Calhoun                | Cutfather Jeberg                             | 3:51                                         |

| X – Phiên bản nhạc số tại Hoa Kỳ (bản nhạc kèm theo) | X – Phiên bản nhạc số tại Hoa Kỳ (bản nhạc kèm theo) | X – Phiên bản nhạc số tại Hoa Kỳ (bản nhạc kèm theo) | X – Phiên bản nhạc số tại Hoa Kỳ (bản nhạc kèm theo) | X – Phiên bản nhạc số tại Hoa Kỳ (bản nhạc kèm theo) |
| STT                                                  | Nhan đề                                              | Sáng tác                                             | Sản xuất                                             | Thời lượng                                           |
| ---------------------------------------------------- | ---------------------------------------------------- | ---------------------------------------------------- | ---------------------------------------------------- | ---------------------------------------------------- |
| 14.                                                  | "All I See" (hợp tác với Mims)                       | Jeberg Hansen Serrano Calhoun                        | Cutfather Jeberg                                     | 3:51                                                 |
| 15.                                                  | "Carried Away"                                       | Minogue Poole Kurstin                                | Kurstin                                              | 3:14                                                 |

| X – Phiên bản Tour tại Úc (Đĩa 2) | X – Phiên bản Tour tại Úc (Đĩa 2)             | X – Phiên bản Tour tại Úc (Đĩa 2) |
| STT                               | Nhan đề                                       | Thời lượng                        |
| --------------------------------- | --------------------------------------------- | --------------------------------- |
| 1.                                | "2 Hearts" (Harris & Masterson Extended Mix)  | 4:25                              |
| 2.                                | "2 Hearts" (Alan Braxe Remix)                 | 4:52                              |
| 3.                                | "The One" (Freemasons Vocal Club Mix)         | 9:13                              |
| 4.                                | "Wow" (David Guetta Remix)                    | 6:23                              |
| 5.                                | "Wow" (CSS Remix)                             | 3:14                              |
| 6.                                | "In My Arms" (Chris Lake Vocal Mix)           | 6:36                              |
| 7.                                | "In My Arms" (Steve Pitron & Max Sanna Remix) | 6:41                              |
| 8.                                | "In My Arms" (Sébastien Léger Remix)          | 7:02                              |
| 9.                                | "In My Arms" (Spitzer Remix)                  | 3:30                              |
| 10.                               | "All I See" (Remix hợp tác với Mims)          | 3:50                              |

| X – Phiên bản Tour tại Nam Á (Đĩa 1) | X – Phiên bản Tour tại Nam Á (Đĩa 1)                | X – Phiên bản Tour tại Nam Á (Đĩa 1) |
| STT                                  | Nhan đề                                             | Thời lượng                           |
| ------------------------------------ | --------------------------------------------------- | ------------------------------------ |
| 1.                                   | "All I See" (hợp tác với Mims)                      | 3:51                                 |
| 2.                                   | "Magnetic Electric"                                 | 3:16                                 |
| 3.                                   | "The One" (Freemasons Vocal Club Mix)               | 9:16                                 |
| 4.                                   | "Can't Get You Out of My Head" (Greg Kurstin Remix) | 4:03                                 |

| X – Phiên bản Tour tại Nam Á (DVD kèm theo) | X – Phiên bản Tour tại Nam Á (DVD kèm theo) | X – Phiên bản Tour tại Nam Á (DVD kèm theo) |
| STT                                         | Nhan đề                                     | Thời lượng                                  |
| ------------------------------------------- | ------------------------------------------- | ------------------------------------------- |
| 1.                                          | "2 Hearts" (video ca nhạc)                  |                                             |
| 2.                                          | "2 Hearts" (hậu trường)                     |                                             |
| 3.                                          | "Wow" (video ca nhạc)                       |                                             |
| 4.                                          | "Wow" (hậu trường)                          |                                             |
| 5.                                          | "In My Arms" (video ca nhạc)                |                                             |
| 6.                                          | "In My Arms" (hậu trường)                   |                                             |
| 7.                                          | "Wow" (trực tiếp tại giải Brit năm 2008)    |                                             |

Ghi chú
- ^a  nghĩa là đồng sản xuất giọng hát
- ^b  nghĩa là sản xuất bổ sung
- "Sensitized" kết hợp một đoạn nhạc mẫu từ "Bonnie and Clyde", do Serge Gainsbourg sáng tác, thể hiện bởi Gainsbourg và Brigitte Bardot.[12][13]
- "All I See" có sử dụng giai điệu của "Outstanding", do Raymond Calhoun sáng tác, thể hiện bởi The Gap Band.[1]
- Phiên bản tại Trung Quốc thay thế phiên bản hát đơn của "In My Arms" bằng phiên bản hợp tác với Jolin Tsai, đồng thời bỏ qua những bản nhạc "Like a Drug", "Speakerphone" và "Nu-di-ty" do kiểm duyệt.[14]

## Xếp hạng
| Bảng xếp hạng (2007–2008)                      | Vị trí cao nhất |
| ---------------------------------------------- | --------------- |
| Album Argentina (CAPIF)                        | 7               |
| Album Úc (ARIA)                                | 1               |
| Album Áo (Ö3 Austria)                          | 16              |
| Album Bỉ (Ultratop Vlaanderen)                 | 26              |
| Album Bỉ (Ultratop Wallonie)                   | 23              |
| Album Cộng hòa Séc (ČNS IFPI)                  | 16              |
| Album Đan Mạch (Hitlisten)                     | 34              |
| Album Hà Lan (Album Top 100)                   | 29              |
| Album Châu Âu (Billboard)                      | 5               |
| Album Pháp (SNEP)                              | 19              |
| Album Đức (Offizielle Top 100)                 | 15              |
| Album Hungaria (MAHASZ)                        | 20              |
| Album Ireland (IRMA)                           | 14              |
| Album Ý (FIMI)                                 | 36              |
| Album Nhật Bản (Oricon)                        | 40              |
| Album New Zealand (RMNZ)                       | 38              |
| Album Scotland (OCC)                           | 6               |
| Album Tây Ban Nha (PROMUSICAE)                 | 28              |
| Album Thụy Điển (Sverigetopplistan)            | 28              |
| Album Thụy Sĩ (Schweizer Hitparade)            | 9               |
| Album Anh Quốc (OCC)                           | 4               |
| Hoa Kỳ Billboard 200                           | 139             |
| Hoa Kỳ Top Dance/Electronic Albums (Billboard) | 4               |

| Bảng xếp hạng (2007)         | Vị trí |
| ---------------------------- | ------ |
| Album Úc (ARIA)              | 49     |
| Album Anh Quốc (OCC)         | 51     |
| Bảng xếp hạng (2008)         | Vị trí |
| Album Bỉ (Ultratop Wallonia) | 78     |
| Album Châu Âu (Billboard)    | 64     |
| Album Pháp (SNEP)            | 158    |
| Album Anh Quốc (OCC)         | 100    |

## Chứng nhận
| Quốc gia                                                                           | Chứng nhận | Số đơn vị/doanh số chứng nhận |
| ---------------------------------------------------------------------------------- | ---------- | ----------------------------- |
| Úc (ARIA)                                                                          | Bạch kim   | 70.000^                       |
| Bỉ (BEA)                                                                           | Vàng       | 15.000*                       |
| Pháp (SNEP)                                                                        | Vàng       | 75.000*                       |
| Hungary (Mahasz)                                                                   | Vàng       | 3.000^                        |
| Ireland (IRMA)                                                                     | Vàng       | 7.500^                        |
| Nga (NFPF)                                                                         | Vàng       | 10.000*                       |
| Anh Quốc (BPI)                                                                     | Bạch kim   | 473,537                       |
| Hoa Kỳ (RIAA)                                                                      | —          | 42,000                        |
| * Chứng nhận dựa theo doanh số tiêu thụ. ^ Chứng nhận dựa theo doanh số nhập hàng. |            |                               |

## Lịch sử phát hành
| Khu vực        | Ngày              | Định dạng               | Hãng đĩa               | Ct.           |
| -------------- | ----------------- | ----------------------- | ---------------------- | ------------- |
| Nhật Bản       | 21 tháng 11, 2007 | CD CD + DVD tải nhạc số | EMI Music Japan        | [ 7 ] [ 54 ]  |
| Úc             | 23 tháng 11, 2007 | CD CD + DVD tải nhạc số | Warner Music Australia | [ 55 ]        |
| Pháp           | 23 tháng 11, 2007 | CD CD + DVD tải nhạc số | Parlophone             | [ 56 ] [ 57 ] |
| Đức            | 23 tháng 11, 2007 | CD CD + DVD tải nhạc số | EMI Music Germany      | [ 58 ] [ 59 ] |
| Ý              | 23 tháng 11, 2007 | CD CD + DVD tải nhạc số | EMI                    | [ 60 ] [ 61 ] |
| Đài Loan       | 23 tháng 11, 2007 | CD CD + DVD             | Gold Typhoon           | [ 62 ] [ 63 ] |
| Vương quốc Anh | 26 tháng 11, 2007 | CD CD + DVD tải nhạc số | Parlophone             | [ 64 ]        |
| Canada         | 27 tháng 11, 2007 | CD                      | EMI Music Canada       | [ 65 ]        |
| Thụy Điển      | 28 tháng 11, 2007 | CD tải nhạc số          | EMI                    | [ 66 ]        |
| Brazil         | 20 tháng 2, 2008  | CD                      | EMI                    | [ 67 ]        |
| Hoa Kỳ         | 1 tháng 4, 2008   | CD tải nhạc số          | Capitol Astralwerks    | [ 9 ]         |
| Mexico         | Tháng 6, 2008     | CD                      | Parlophone             | [ 8 ]         |
| Đài Loan       | 28 tháng 11, 2008 | CD + DVD                | Gold Typhoon           | [ 11 ]        |
| Úc             | 29 tháng 11, 2008 | 2-CD                    | Warner Music Australia | [ 10 ]        |